# Rustsvampe
Rustsvampene (Uredinales) har fået deres navn efter de rustrøde pletter, der er det første tegn på, at et angreb er i gang. Disse svampe regnes af mange for at være primitive, men arterne har specialiseret sig til at udnytte snævre nicher, nemlig deres værtsplanter. Svampene spredes ved hjælp af mange forskellige slags sporer, og det er netop det, som gør det muligt for dem at leve på to forskellige slags planter. 
Hos rustsvampene dannes de såkaldte teleutosporer i et firedelt basidium. Desuden dannes der som nævnt også andre sporetyper: uredosporer, pyknidiesporer og aecnidiesporer.
Svampen lever ved at forbruge af værtsplantens overskud, og det svækker planten i forskellig grad lige fra det helt ubetydelige til det katastrofale. Ved at skifte mellem to forskellige arter omgår svampen det problem, der ligger i risikoen for at dræbe sin vært. Der findes dog også rustsvampe uden værtsskifte.
På vinterværten (som ofte er træagtige planter eller rødderne af stauder) dannes i foråret sporer, som angriber sommerværten (ofte kun blade og unge skud). Her dannes sidst på sommeren en anden type sporer, som angriber vinterværten.
Rustsvampe med tvunget værtskifte
| Rustsvamp         | Sommervært | Vintervært |
| Pæregitterrust    | Pære       | Sevenbom   |
| Pilerust          | Pil        | Star       |
| Blommerust        | Blomme     | Anemone    |
| Tjørne-enebærrust | Hvidtjørn  | Enebær     |
| Fyrrens blærerust | Solbær     | Fyr        |

Rustsvampe uden værtskifte
Brombærreust, Chrysanthemumrust, Rosenrust, Stokroserust.